# Associazione Calcio Femminile Torino 2003-2004
Questa voce raccoglie le informazioni riguardanti l'Associazione Calcio Femminile Torino nelle competizioni ufficiali della stagione 2003-2004.

## Stagione
Prima dell'inizio della stagione la società affida la panchina al nuovo tecnico Ezio D'Herin e, confermando gran parte della rosa della precedente stagione, rinforza la squadra con Tarantino (dalla Biellese), Nurya E Petit (dal Sant Gabriel di Barcellona), Iannuzzelli (dal Milan) e Miniati, oltre a tesserare a titolo definitivo Gangheri e Sodini già presenti al Torino. A queste si aggiungono dalla giovanile che disputa il Campionato Primavera Pianotti, Cuciniello, Crepaldi, Grando, Melillo, Bruno, Emmanuello e Liberati.

## Organigramma societario
Tratto dal sito Football.it.

- Allenatore: Ezio D'Erin
- Collaboratore Tecnico: Roberto Sfriso
- Preparatore Atletico: Davide Bellotto

## Rosa
| N. |                   | Ruolo | Calciatrice               |
| -- | ----------------- | ----- | ------------------------- |
|    | Italia (bandiera) | P     | Rita Carmela Caravilla    |
|    | Italia (bandiera) | P     | Geraci                    |
|    | Italia (bandiera) | D     | Elisa Blanc               |
|    | Italia (bandiera) | D     | Monica Caprini            |
|    | Italia (bandiera) | D     | Antonella Garagliano      |
|    | Italia (bandiera) | D     | Maria Rosaria Iannuzzelli |
|    | Italia (bandiera) | C     | Grazia Cancelliere        |
|    | Italia (bandiera) | C     | Marta Carissimi           |
|    | Italia (bandiera) | C     | Simona Daniele            |
|    | Spagna (bandiera) | C     | Núria Guardia Pulido      |

| N. |                   | Ruolo | Calciatrice        |
| -- | ----------------- | ----- | ------------------ |
|    | Italia (bandiera) | C     | Federica Margiotta |
|    | Italia (bandiera) | C     | Selena Mazzantini  |
|    | Italia (bandiera) | C     | Luciana Mazzarella |
|    | Italia (bandiera) | C     | Elisa Miniati      |
|    | Italia (bandiera) | C     | Tatiana Zorri      |
|    | Italia (bandiera) | A     | Maura Bruno        |
|    | Italia (bandiera) | A     | Cristina Gangheri  |
|    | Italia (bandiera) | A     | Giorgia Policino   |
|    | Italia (bandiera) | A     | Simona Sodini      |
|    | Italia (bandiera) | A     | Beatrice Tarantino |

Caravilla, Geraci, Cancelliere, Daniele, Policino, Garagliano, Margiotta, Carissimi, Mazzarella a cui aggiungere Gangheri e Sodini già presenti l'anno scorso ed ora tesserate a titolo definitivo,  i nuovi acquisti Tarantino (dalla Biellese), Nurya E Petit (dal Sant Gabriel di Barcellona), Iannuzzelli (dal Milan) e Miniati, e infine le ragazzine 

## Calciomercato

### Sessione estiva
| Acquisti | Acquisti                  | Acquisti     | Acquisti   |
| R.       | Nome                      | da           | Modalità   |
| -------- | ------------------------- | ------------ | ---------- |
| D        | Maria Rosaria Iannuzzelli | ACF Milan    | svincolata |
| C        | Elisa Miniati             |              | svincolata |
| C        | Núria Guardia Pulido      | Sant Gabriel | svincolata |
| A        | Cristina Gangheri         |              | definitivo |
| A        | Simona Sodini             |              | definitivo |
| A        | Beatrice Tarantino        | Biellese     | svincolata |

| Cessioni | Cessioni | Cessioni | Cessioni |
| R.       | Nome     | a        | Modalità |
| -------- | -------- | -------- | -------- |
|          |          |          |          |

### Sessione invernale
| Acquisti | Acquisti          | Acquisti           | Acquisti   |
| R.       | Nome              | da                 | Modalità   |
| -------- | ----------------- | ------------------ | ---------- |
| D        | Monica Caprini    | A.D. Decimum Lazio | svincolata |
| C        | Selena Mazzantini | A.D. Decimum Lazio | svincolata |
| C        | Tatiana Zorri     | A.D. Decimum Lazio | svincolata |

| Cessioni | Cessioni | Cessioni | Cessioni |
| R.       | Nome     | a        | Modalità |
| -------- | -------- | -------- | -------- |
|          |          |          |          |

## Risultati

### Serie A

#### Girone di andata
| Calmasino, Bardolino 13 settembre 2003, ore 16:00 CEST 1ª giornata | Bardolino Verona 83 | 2 – 0 | Torino | Stadio comunale Belvedere |

| 20 settembre 2003, ore 16:00 CEST 2ª giornata | Torino | 0 – 0 | Vallassinese Holcim |  |

| 4 ottobre 2003, ore 15:00 CEST 3ª giornata | Bergamo R | 2 – 1 | Torino |  |

| 11 ottobre 2003, ore 15:30 CEST 4ª giornata                               | Torino    | 2 – 1 referto | Agliana |  |
| \| \| \| \| \| M. Bruno 12’ Margiotta 40’ \| Marcatori \| 42’ Tardelli \| |           |               |         |  |
|                                                                           |           |               |         |  |
| M. Bruno 12’ Margiotta 40’                                                | Marcatori | 42’ Tardelli  |         |  |

| Arbitro: | Grazioli (Maniago) |

|              |           |  |
| Simonato 46’ | Marcatori |  |

| 8 novembre 2003, ore 15:30 CET 6ª giornata | Torino | 1 – 2 | ACF Milan |  |

| Como 15 novembre 2003, ore 14:30 CET 7ª giornata | Como 2000 | 2 – 0 | Torino | Centro sportivo comunale Belvedere |

| 22 novembre 2003, ore 14:30 CEST 8ª giornata | Torino            | 0 – 0 referto | Reggiana | \| Arbitro: \| Alberuccio (Lodi) \| |
| Arbitro:                                     | Alberuccio (Lodi) |               |          |                                     |

| Arbitro: | Benzi (Cagliari) |

|                                                                |           |            |
| Domenichetti 17’ Colasuonno 39’ Pedersen 87’ Pintus 89’ (rig.) | Marcatori | 90’ Sodini |

| 6 dicembre 2003, ore 14:30 CET 10ª giornata | Torino | 0 – 4 | Foroni Verona |  |

| 13 dicembre 2003, ore 14:30 CET 11ª giornata | A.D. Decimum Lazio | 10 – 0 | Torino |  |

| Almese 20 dicembre 2003, ore 15:00 CEST 12ª giornata | Torino | 2 – 2 | Fiammamonza | Campo Sportivo Comunale |

10 gennaio 2004, 13ª giornata: il Torino riposa.

#### Girone di ritorno
| 17 gennaio 2004, ore 14:30 CET 14ª giornata | Torino | 0 – 4 | Bardolino Verona 83 |  |

| 24 gennaio 2004, ore 14:30 CET 15ª giornata | Vallassinese Holcim | 2 – 0 | Torino |  |

| 31 gennaio 2004, ore 14:30 CET 16ª giornata | Torino | 3 – 1 | Bergamo R |  |

| Arbitro: | Gambini (Roma) |

|  |           |                                    |
|  | Marcatori | 4’, 67’ Zorri 81’, 85’ Iannuzzelli |

| 9 marzo 2004, ore 14:30 CET 18ª giornata | Torino             | 2 – 1 referto | Letti Cosatto Tavagnacco | \| Arbitro: \| Callegaro (Biella) \| |
| Arbitro:                                 | Callegaro (Biella) |               |                          |                                      |

| 28 febbraio 2004, ore 15:00 CET 19ª giornata | ACF Milan | 4 – 1 | Torino |  |

| 6 marzo 2004, ore 15:00 CET 20ª giornata | Torino | 7 – 1 | Como 2000 |  |

| Scandiano 13 marzo 2004, ore 15:00 CET 21ª giornata                                      | Reggiana  | 5 – 0 referto | Torino | Stadio Andrea Torelli |
| \| \| \| \| \| Lisi 3’ Costi 22’, 68’ Finelli 73’ (rig.) Prandi 90+1’ \| Marcatori \| \| |           |               |        |                       |
|                                                                                          |           |               |        |                       |
| Lisi 3’ Costi 22’, 68’ Finelli 73’ (rig.) Prandi 90+1’                                   | Marcatori |               |        |                       |

| Arbitro: | Rinaldi (Milano) |

|            |           |                   |
| Sodini 40’ | Marcatori | 10’, 16’ Pedersen |

| 3 aprile 2004, ore 16:00 CEST 23ª giornata | Foroni Verona | 5 – 0 | Torino |  |

| 17 aprile 2004, ore 16:00 CEST 24ª giornata | Torino | 1 – 2 | A.D. Decimum Lazio |  |

| Monza 1º maggio 2004, ore 15:30 CEST 25ª giornata | Fiammamonza | 0 – 1 referto | Torino | Stadio Gino Alfonso Sada |
| \| \| \| \| \| \| Marcatori \| 44’ Sodini \|      |             |               |        |                          |
|                                                   |             |               |        |                          |
|                                                   | Marcatori   | 44’ Sodini    |        |                          |

8 maggio 2004, 26ª giornata: il Torino riposa.

### Coppa Italia
| 6 gennaio 2004, ore 14:30 CET Quarto turno   | Tradate Abbiate      | 2 – 2 (d.t.s.) | Torino |  |
| \| \| \| \| \| \| Tiri di rigore 2 – 4 \| \| |                      |                |        |  |
|                                              |                      |                |        |  |
|                                              | Tiri di rigore 2 – 4 |                |        |  |

| Como 14 febbraio 2004, ore 14:30 CET Quinto turno | Como 2000 | 2 – 3 | Torino | Centro sportivo comunale Belvedere |

| 8 aprile 2004, ore 15:00 CEST Quarti di finale | Torino               | 0 – 0 (d.t.s.) | ACF Milan |  |
| \| \| \| \| \| \| Tiri di rigore 4 – 5 \| \|   |                      |                |           |  |
|                                                |                      |                |           |  |
|                                                | Tiri di rigore 4 – 5 |                |           |  |

## Statistiche

### Statistiche di squadra
| Competizione | Punti | In casa | In casa | In casa | In casa | In casa | In casa | In trasferta | In trasferta | In trasferta | In trasferta | In trasferta | In trasferta | Totale | Totale | Totale | Totale | Totale | Totale | DR  |
| Competizione | Punti | G       | V       | N       | P       | Gf      | Gs      | G            | V            | N            | P            | Gf           | Gs           | G      | V      | N      | P      | Gf     | Gs     | DR  |
| ------------ | ----- | ------- | ------- | ------- | ------- | ------- | ------- | ------------ | ------------ | ------------ | ------------ | ------------ | ------------ | ------ | ------ | ------ | ------ | ------ | ------ | --- |
| Serie A      | 24    | 12      | 4       | 3       | 5       | 19      | 20      | 12           | 2            | 0            | 10           | 7            | 35           | 24     | 6      | 3      | 15     | 26     | 55     | -26 |
| Coppa Italia | -     | 1       | 0       | 1       | 0       | 0       | 0       | 2            | 1            | 1            | 0            | 5            | 4            | 3      | 1      | 2      | 0      | 5      | 4      | +1  |
| Totale       | -     | 13      | 4       | 4       | 5       | 19      | 20      | 14           | 3            | 1            | 10           | 12           | 39           | 27     | 8      | 5      | 14     | 34     | 59     | -15 |

### Andamento in campionato
| Giornata  | 1 | 2 | 3 | 4 | 5 | 6 | 7 | 8 | 9 | 10 | 11 | 12 | 13 | 14 | 15 | 16 | 17 | 18 | 19 | 20 | 21 | 22 | 23 | 24 | 25 | 26 |
| --------- | - | - | - | - | - | - | - | - | - | -- | -- | -- | -- | -- | -- | -- | -- | -- | -- | -- | -- | -- | -- | -- | -- | -- |
| Luogo     | T | C | T | C | T | C | T | C | T | C  | T  | C  | -  | C  | T  | C  | T  | C  | T  | C  | T  | C  | T  | C  | T  | -  |
| Risultato | P | N | P | V | P | P | P | N | P | P  | P  | N  | -  | P  | P  | V  | V  | V  | P  | V  | P  | P  | P  | P  | V  | -  |
| Posizione |   |   |   |   |   | 9 |   |   |   |    |    |    | 13 |    |    |    |    |    |    |    |    |    | 10 |    | 10 | 10 |

Legenda:

Luogo: C = Casa; T = Trasferta. Risultato: V = Vittoria; N = Pareggio; P = Sconfitta.

### Statistiche delle giocatrici
| Giocatore         | Serie A  | Serie A | Serie A     | Serie A    | Coppa Italia | Coppa Italia | Coppa Italia | Coppa Italia | Totale   | Totale | Totale      | Totale     |
| Giocatore         | Presenze | Reti    | Ammonizioni | Espulsioni | Presenze     | Reti         | Ammonizioni  | Espulsioni   | Presenze | Reti   | Ammonizioni | Espulsioni |
| ----------------- | -------- | ------- | ----------- | ---------- | ------------ | ------------ | ------------ | ------------ | -------- | ------ | ----------- | ---------- |
| E. Blanc          | ?        | ?       | ?           | ?          | ?            | ?            | ?            | ?            | ?        | ?      | ?           | ?          |
| M. Bruno          | ?        | ?       | ?           | ?          | ?            | ?            | ?            | ?            | ?        | ?      | ?           | ?          |
| M. Caprini        | ?        | ?       | ?           | ?          | ?            | ?            | ?            | ?            | ?        | ?      | ?           | ?          |
| R. C. Caravilla   | ?        | -?      | ?           | ?          | ?            | ?            | ?            | ?            | ?        | 0+     | ?           | ?          |
| M. Carissimi      | ?        | ?       | ?           | ?          | ?            | ?            | ?            | ?            | ?        | ?      | ?           | ?          |
| S. Daniele        | ?        | ?       | ?           | ?          | ?            | ?            | ?            | ?            | ?        | ?      | ?           | ?          |
| C. Gangheri       | ?        | ?       | ?           | ?          | ?            | ?            | ?            | ?            | ?        | ?      | ?           | ?          |
| A. Garagliano     | ?        | ?       | ?           | ?          | ?            | ?            | ?            | ?            | ?        | ?      | ?           | ?          |
| N. Guardia Pulido | ?        | ?       | ?           | ?          | ?            | ?            | ?            | ?            | ?        | ?      | ?           | ?          |
| M. R. Iannuzzelli | ?        | ?       | ?           | ?          | ?            | ?            | ?            | ?            | ?        | ?      | ?           | ?          |
| F. Margiotta      | ?        | ?       | ?           | ?          | ?            | ?            | ?            | ?            | ?        | ?      | ?           | ?          |
| S. Mazzantini     | ?        | ?       | ?           | ?          | ?            | ?            | ?            | ?            | ?        | ?      | ?           | ?          |
| L. Mazzarella     | ?        | ?       | ?           | ?          | ?            | ?            | ?            | ?            | ?        | ?      | ?           | ?          |
| E. Miniati        | ?        | ?       | ?           | ?          | ?            | ?            | ?            | ?            | ?        | ?      | ?           | ?          |
| G. Policino       | ?        | ?       | ?           | ?          | ?            | ?            | ?            | ?            | ?        | ?      | ?           | ?          |
| S. Sodini         | ?        | 9       | ?           | ?          | ?            | ?            | ?            | ?            | ?        | 9+     | ?           | ?          |
| B. Tarantino      | ?        | ?       | ?           | ?          | ?            | ?            | ?            | ?            | ?        | ?      | ?           | ?          |
| T. Zorri          | ?        | ?       | ?           | ?          | ?            | ?            | ?            | ?            | ?        | ?      | ?           | ?          |